# Haifa

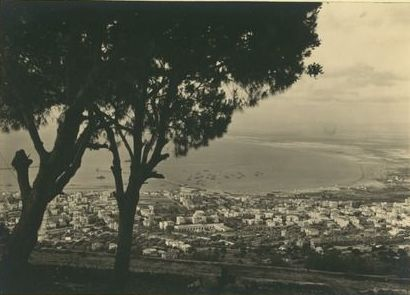
Haifa, 1925 - 1937

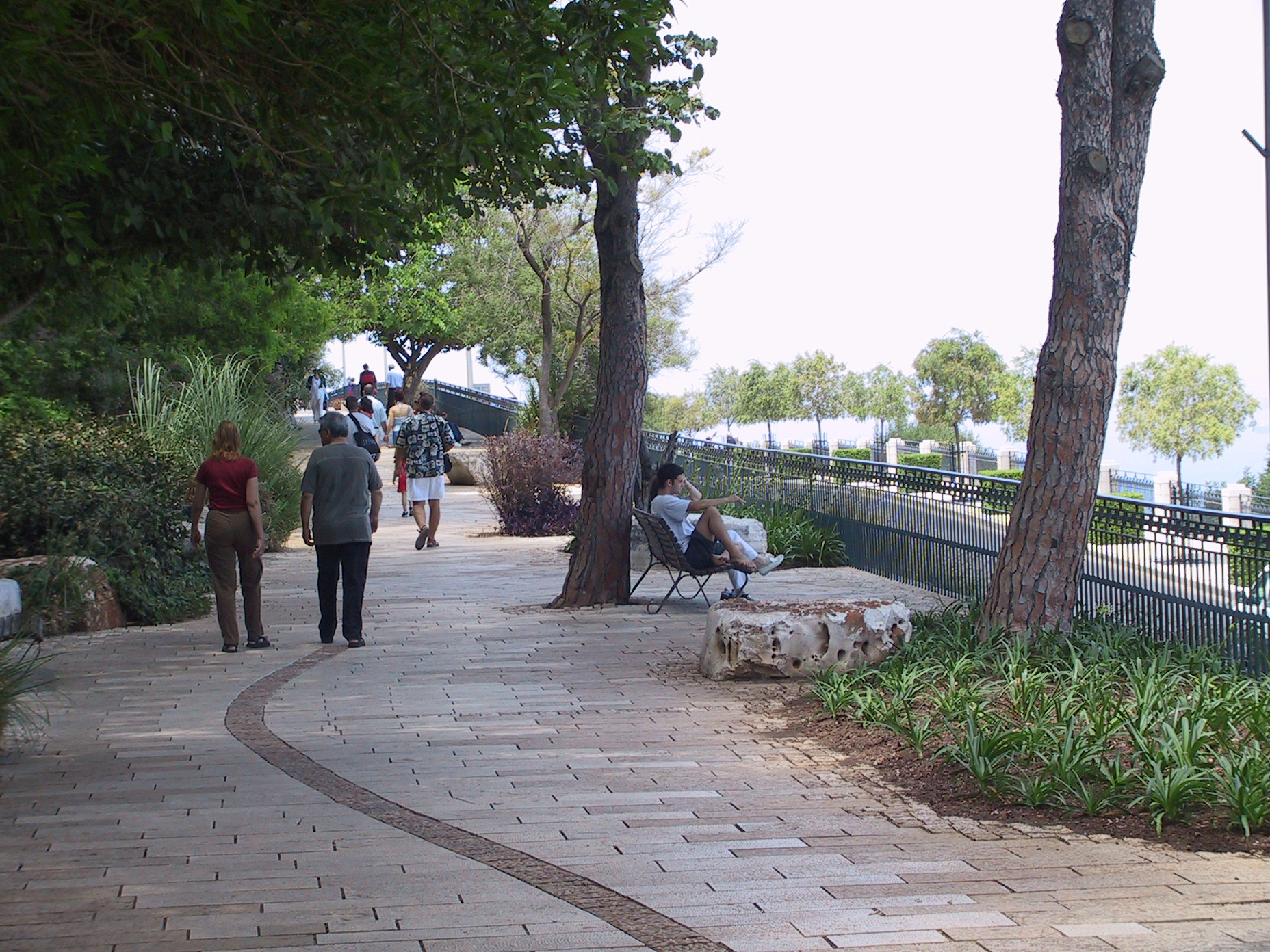
De Louis-promenade op de Karmelberg

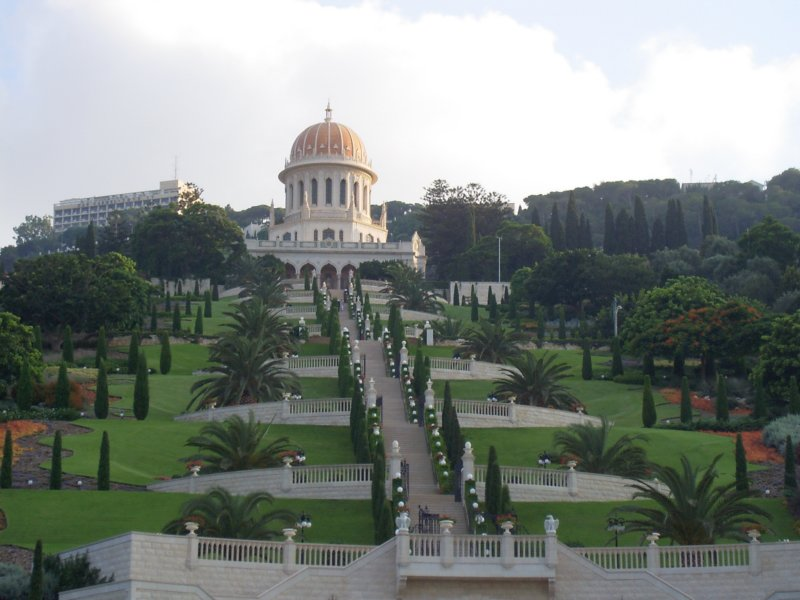
De Bahá'í-tempel met onderste tuinen

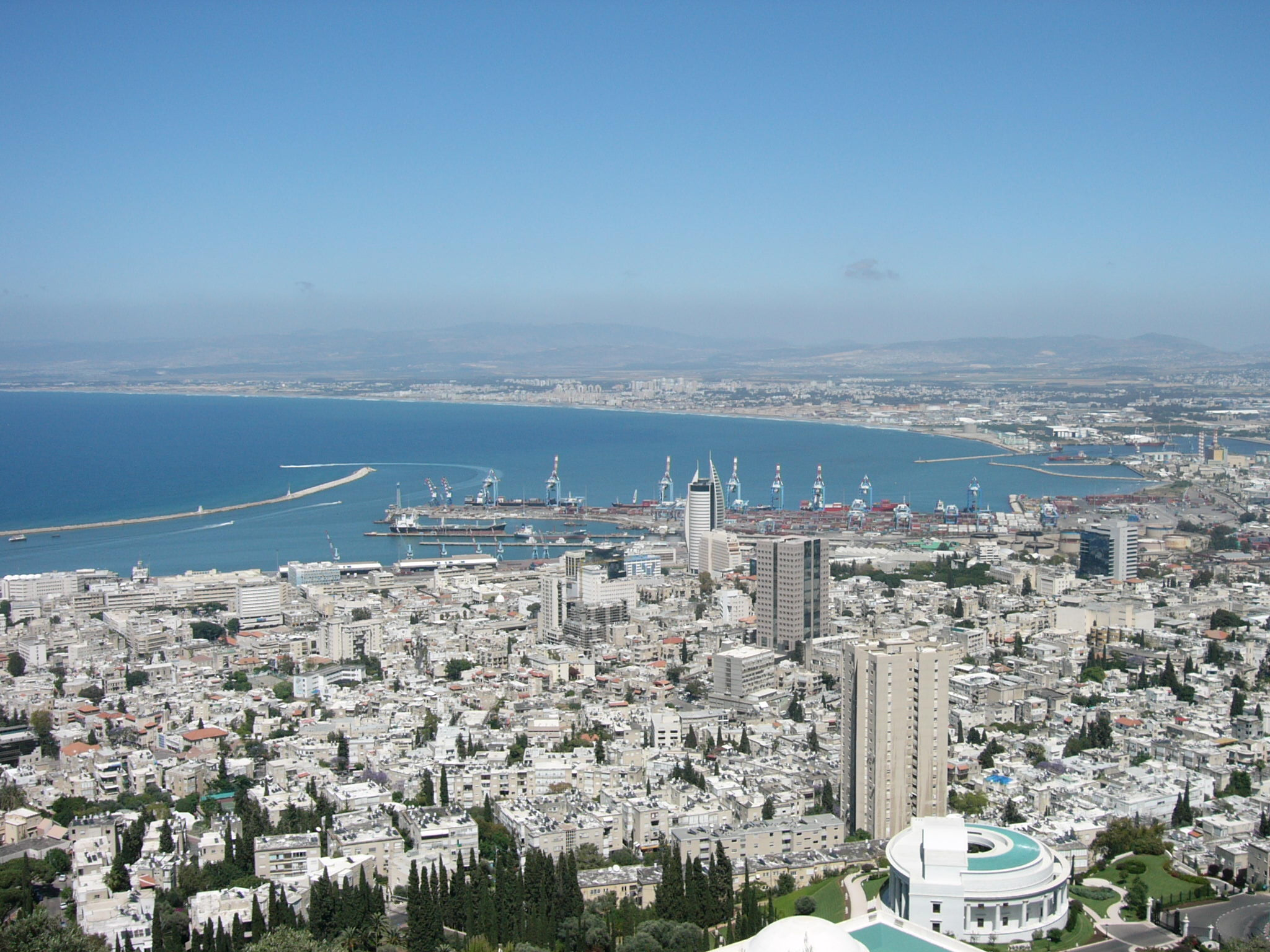
De oostelijke benedenstad, de baai, de "krayot" en de bergen van Galilea

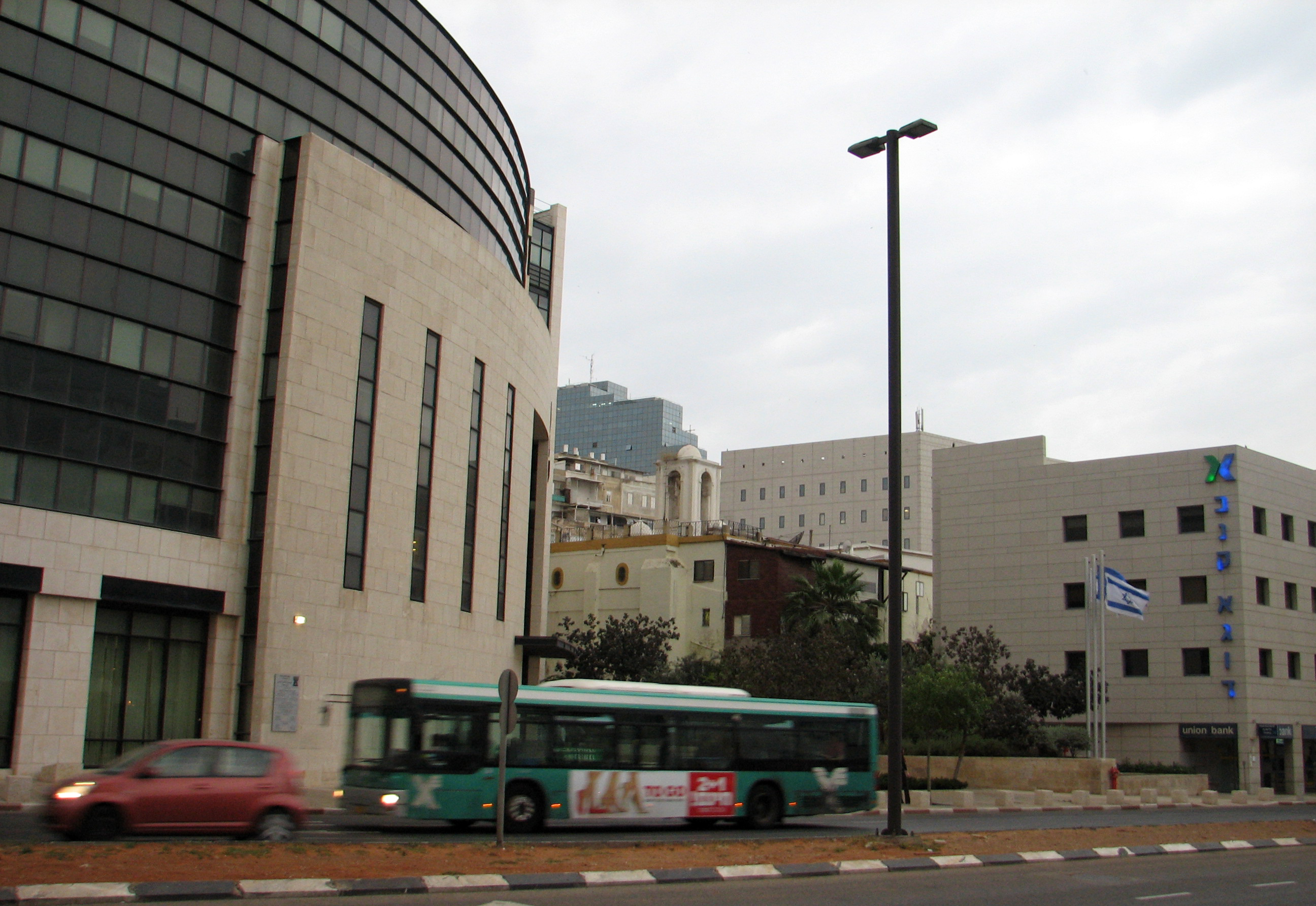
Het centrum

Haifa (Hebreeuws: חיפה, Chej-fa; Arabisch: حَيْفَا, Heifa) is een havenstad en badplaats in Noord-Israël, op het noordelijkste gedeelte van het Karmelgebergte en aan de Middellandse Zee. Met 282.000 inwoners (2021) is het de derde stad van Israël, na Jeruzalem en Tel Aviv, en de belangrijkste (haven)stad in het noorden van het land.

## Geschiedenis

### Inleiding
De oudste nederzetting in de omgeving is Tell Abu Hawam, een kleine havenstad gesticht in de Late Bronstijd (14e eeuw v.Chr.). In de derde eeuw na Christus was Haifa een centrum waar kleurstoffen bereid werden. Door de eeuwen heen is de stad veroverd en bestuurd door Byzantijnen, Arabieren, Kruisvaarders, Ottomanen, Egyptenaren en Britten.

### 1948
Resolutie 181 Algemene Vergadering Verenigde Naties van 30 november 1947 stelde dat de belangrijke havenstad Haifa binnen een nieuw te vormen Joodse staat zou komen te liggen, hetgeen op verzet van de Arabieren stuitte. De Joodse strijdgroepen Hagana en Irgun slaagden er uiteindelijk in om de stad op 23 april 1948 in handen te krijgen. Daarbij zijn 70.000 inwoners verdreven of voor het geweld gevlucht. Velen ontvluchtten de stad, in paniek voor het mortiervuur vanaf de heuvels, op schepen en bootjes. Slechts 4500 van hen bleven achter. Zij werden gedwongen hun (koop- of huur)huizen achter te laten en zich te vestigen in een kleine wijk Wadi Nisnas .

## Stad en gemeente

##### Oude Centrum
Haifa ontwikkelde zich vanaf de benedenstad naar de bovenstad op de Carmelberg. De oudste wijk van het moderne Haifa is Wadi Salib, het oude Arabische stadscentrum bij de haven. Deze buurt werd meteen na de oorlog van 1948, op bevel van David Ben Goerion, van haar Arabische karakter ontdaan. In tweeën gedeeld door een brede weg heeft men 227 huizen en de soek, de overdekte markthal, gesloopt om plaats te maken voor gebouwen van publieke diensten.
Wadi Salib strekt zich uit tot de wijk Wadi Nisnas, het Arabische centrum van het hedendaagse Haifa. In de 19e eeuw werd, tijdens het Ottomaanse bestuur, de Duitse Kolonie gebouwd. De wijk ontstond na de instroom van Duitse Messiaanse christenen en kan als een vroeg voorbeeld van stadsplanning beschouwd worden. Sommige gebouwen ervan werden gerestaureerd en de wijk is een centrum van nachtleven geworden.

## Havenstad
Onder het Britse mandaat na het einde van de Eerste Wereldoorlog, groeide Haifa uit tot een belangrijke havenstad in het voormalige Groot-Syrië. Door het ontstaan van nieuwe landen onder Britse en Franse invloed, ontwikkelde Haifa zich dankzij zijn gunstige ligging aan de kust tot een grote stad in de regio. Belangrijke redenen hiervoor waren, naast de ligging aan de Middellandse Zee, het verminderen van de afhankelijkheid van het grotere Beiroet en het geostrategische belang van Haifa voor Britse belangen in het Midden-Oosten.
Sinds eind jaren 40 doet de haven alleen nog dienst voor Israël en, bovendien, moet het sinds de jaren 50 concurrentiestrijd leveren met Ashdod.
Veel cruiseschepen die varen vanaf Limasol (Cyprus) en Port Said (Egypte) doen ook Haifa aan.

## Industrie
Er zijn diverse soorten industrie, onder meer olieraffinaderijen en chemische industrie. Door hoogteverschillen is luchtvervuiling beperkt tot een klein gebied.

## Bahá'í
De bahá'ís hebben in Haifa hun wereldcentrum, dat op de UNESCO Werelderfgoedlijst staat. De graftombe van de Báb, een van de stichters van deze wereldreligie, is gelegen in de Perzische tuin, bestaande uit hangende tuinen op 19 terrassen. Het is een heiligdom van de Bahá'í-godsdienst, die in 1844 zijn oorsprong vond in Perzië.

## Universiteiten
Haifa heeft twee universiteiten: de Universiteit van Haifa en het Technion - het technologisch instituut voor hoger onderwijs van Israël.

## Vervoer
Ten oosten van de stad ligt de internationale Luchthaven Haifa.

## Bezienswaardigheden
Doordat de stad deels op de berg Karmel is gebouwd, heeft men vanuit veel plekken in de stad een uitzicht op de zee. Het Karmelgebergte strekt zich van de stad uit naar het zuidoosten. De hooggelegen Bahá'í-tempel met zijn tuinen ligt aan de Millenniumboulevard, waar ook de 'Duitse Tempeliers Kolonie' gevestigd is.
Ten zuiden van Haifa, onderaan het Karmelgebergte, ligt de grot van Elia, waar deze profeet - wiens verhaal in Tenach wordt genoemd - zou hebben geleefd. Vanuit Haifa kunnen excursies worden gemaakt naar Druzendorpen, die al eeuwenlang ten zuiden van de stad in het Karmelgebergte zijn gevestigd.
De stad kent enkele stranden. De enige metro van Israël is eigenlijk een ondergrondse kabeltrein (de Carmelit ). Bovenaan de kabelbaan ligt Gan Ha-Em (park van de moeder), waarin een kleine dierentuin. Voorts is er een kabelbaan met doorzichtige balvormige gondels van waaruit een riant uitzicht mogelijk is.
Vanuit de haven valt meteen de bijna 70 meter hoge graansilo op. Ten noorden van Haifa ligt de oude havenstad Akko, die door middeleeuwse muren is omgeven.

## Musea
De stad is bijzonder rijk aan musea. Tussen de musea van de stad bevinden zich het centrale spoorwegmuseum van Israël, Tikotin-museum van Japanse kunst en het wetenschapsmuseum van Israël (dit is vooral een kindermuseum) in het gebouw waar Alfred Einstein de openingstoespraak van de Technion-universiteit hield.

## Sport

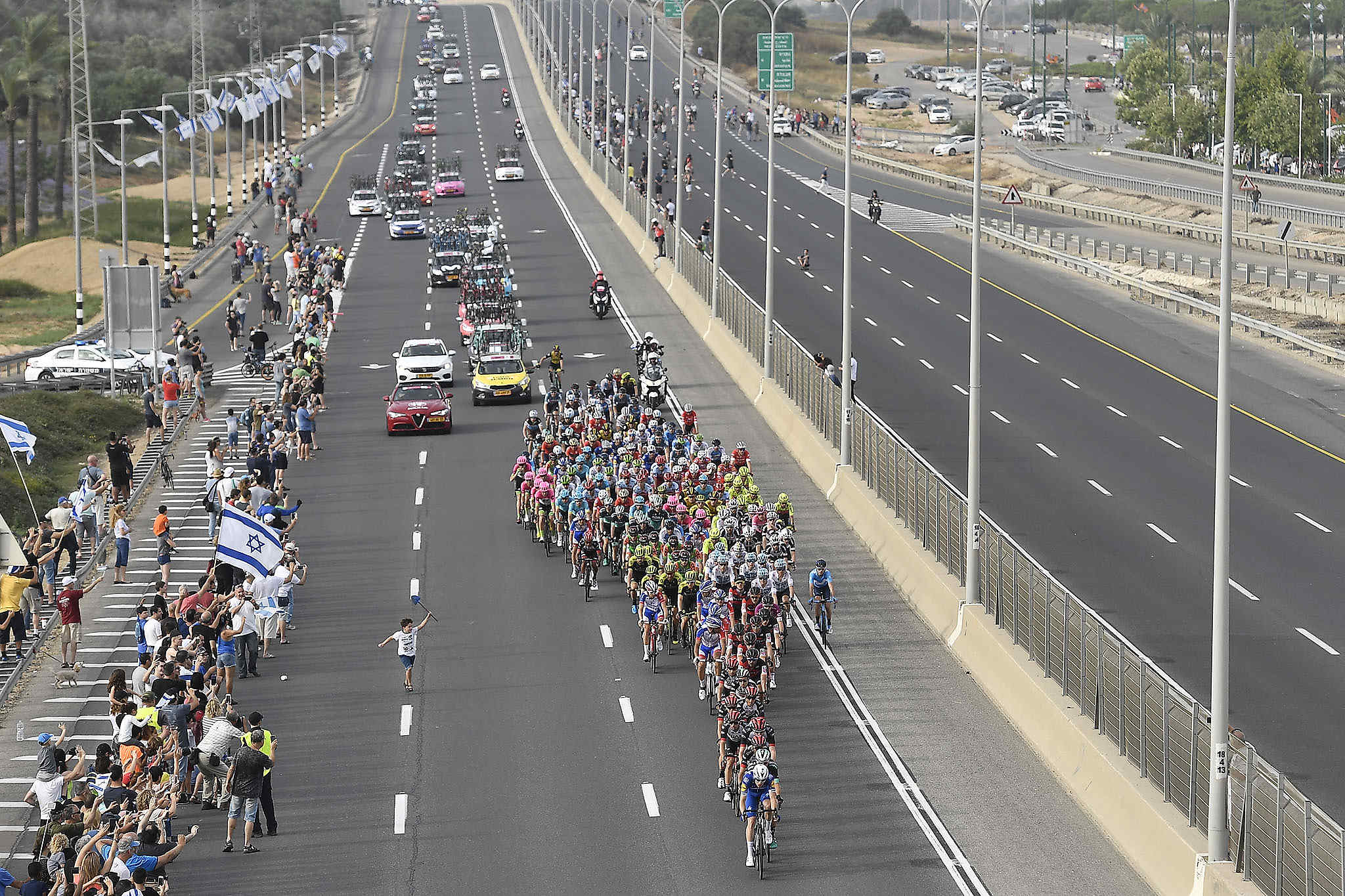
Peleton op de snelweg van Haifa tijdens de 2e etappe

Maccabi Haifa is met 12 Israëlische landstitels de meest succesvolle professionele voetbalclub van Haifa. Rivaal Hapoel Haifa werd eenmaal kampioen van Israël. Beide clubs spelen hun wedstrijden in het moderne Sammy Oferstadion.
Op 5 mei 2018 startte de Ronde van Italië 2018/Tweede etappe van de Ronde van Italië 2018 in Haifa. Het was de eerste keer dat er een etappe van de Grote Ronde buiten Europa werd verreden en was tevens de aftrap voor de zeventigste verjaardag van de staat met allerlei festiviteiten en sportactiviteiten.

## Stedenbanden
- Aalborg (Denemarken)
- Ambon (Indonesië)
- Antwerpen (België), sinds 1995
- Boston (Massachusetts, Verenigde Staten)
- Bremen (Duitsland), sinds 1988
- Düsseldorf (Duitsland)
- Erfurt (Duitsland)
- Fort Lauderdale (Florida, Verenigde Staten)
- Hackney (Engeland, Verenigd Koninkrijk)
- Kaapstad (Zuid-Afrika)
- Limasol (Cyprus)
- Mainz (Duitsland)
- Manilla (Filipijnen)
- Marseille (Frankrijk)
- Newcastle (Engeland, Verenigd Koninkrijk)
- Odessa (Oekraïne)
- Portsmouth (Engeland, Verenigd Koninkrijk)
- Rosario (Argentinië)
- San Francisco (Californië, Verenigde Staten)
- Shanghai (China)

## Galerij

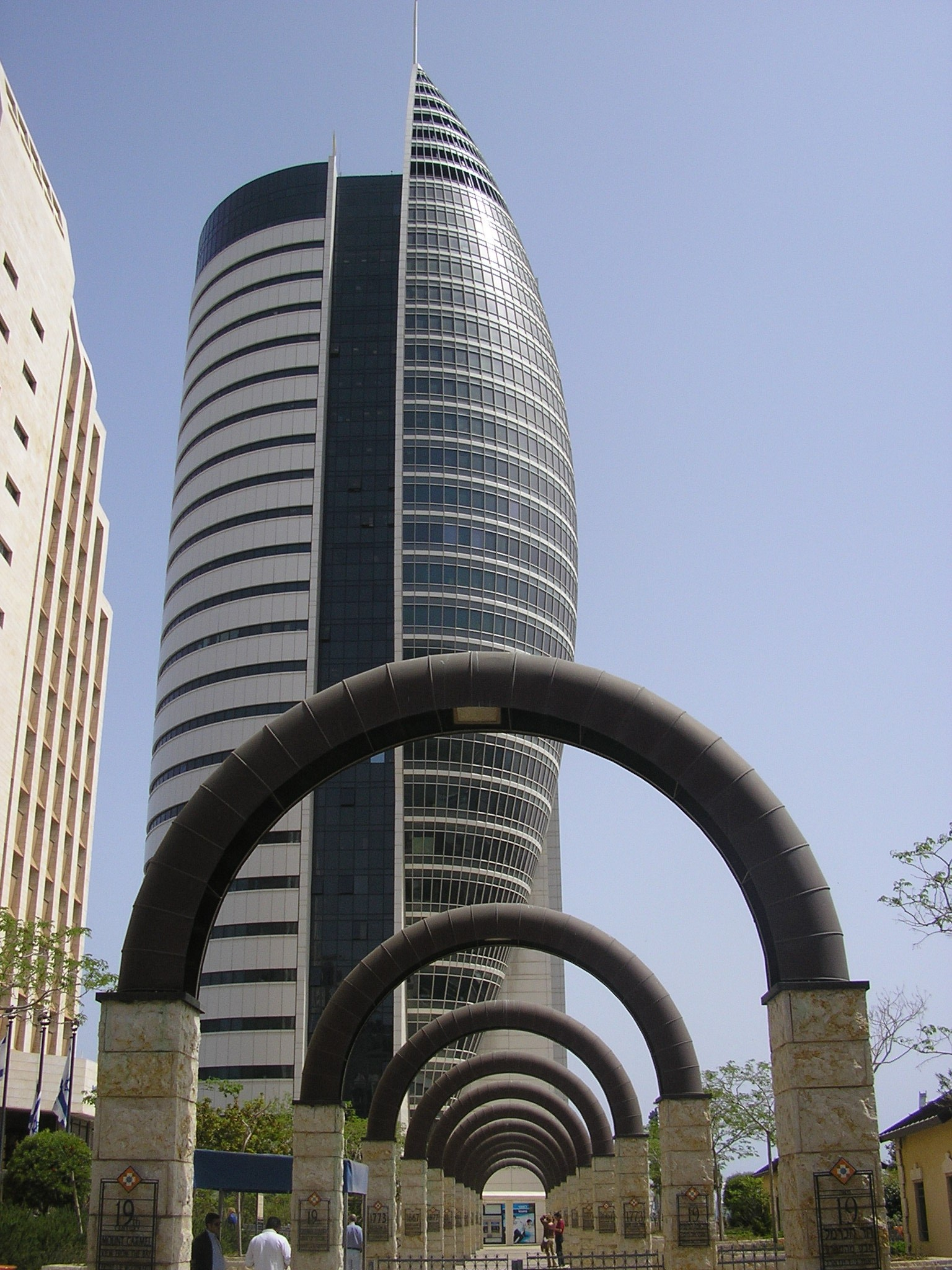
Moderne architectuur in de stad: de zeiltoren
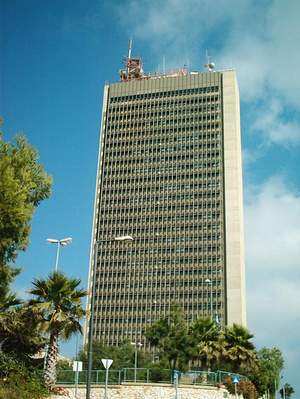
De Eshkoltoren op de centrale campus van de Universiteit van Haifa
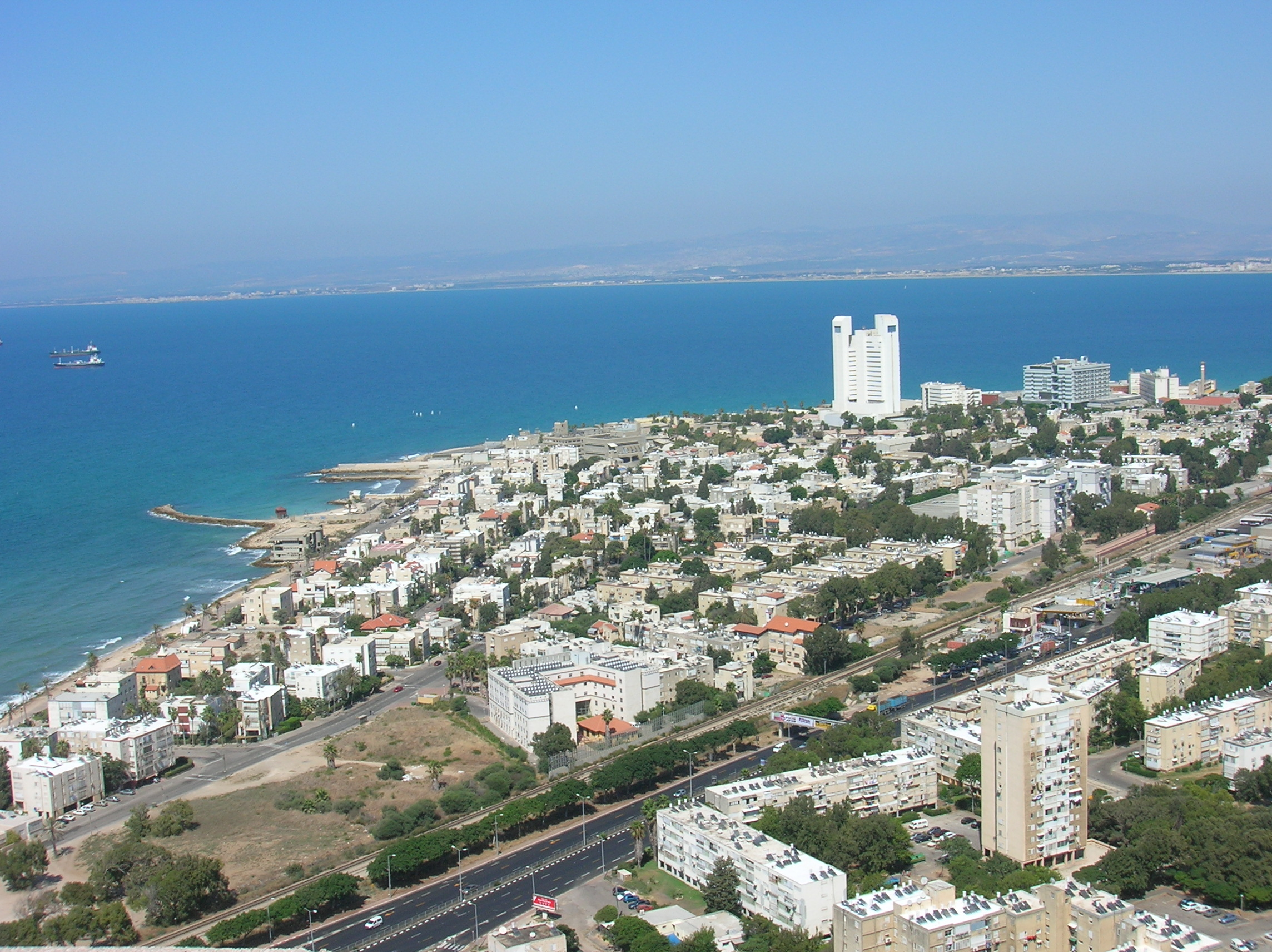
De Bat Galim-wijk met aan zee stranden en het Rambamziekenhuis (de hogere gebouwen)